# Świder (Lublin)
Pour les articles homonymes, voir Świder.
Świder (prononciation : [ˈɕfidɛr]) est un village polonais de la gmina de Wola Mysłowska dans le powiat de Łuków de la voïvodie de Lublin dans l'est de la Pologne.
Il se situe à environ 6 kilomètres au nord de Wola Mysłowska (siège de la gmina), 31 kilomètres à l'ouest de Łuków (siège du powiat) et 85 kilomètres au nord-ouest de Lublin (capitale de la voïvodie).
Le village comptait approximativement une population de 241 habitants en 2009.

## Histoire
De 1975 à 1998, le village est attaché administrativement à l'ancienne voïvodie de Siedlce.

Depuis 1999, il fait partie de la nouvelle voïvodie de Lublin.

## Personnalités
- Nina Stiller (1964-), actrice, chanteuse et danseuse polonaise, née à Świder.